# 시각구성물
시각구성물(Visual Design Results, VDR)은 시각디자인 결과물로서 공간에 보이는 구성물이다.
시각구성물은 실내/외 공간 등에 설치되거나 놓여지는 것으로 시각적 인지를 목적으로 이용되는 것이다. 도심 속 생활을 하는 사람들에게 꼭 필요한 것들이며, 잦은 이용으로 생활을 편리하고 풍요롭게 해 주는 역할을 하고 있다. 시각구성물을 도시의 이미지 및 문화의 가치를 표현하기도 하며, 그 조화 및 역할에 따라 인간의 삶의 질을 좌우하기도 한다. 시각구성물로 다양한 공간에 그 곳만의 개성과 문화를 만들 뿐만 아니라 독특한 공간문화를 창조하기도 한다.
공간 속에서 생활하는 사람들에게 시대적/문화적 흐름을 느끼게 하는 중요한 매개체가 되기도 하며, 독특한 장소성ㆍ공간성을 부여하는 의미로 공간의 이미지를 만드는 매우 큰 역할을 한다.